# Greenville (Iowa)
Greenville es una ciudad ubicada en el condado de Clay en el estado estadounidense de Iowa. En el Censo de 2010 tenía una población de 75 habitantes y una densidad poblacional de 163,6 personas por km².

## Geografía
Greenville se encuentra ubicada en las coordenadas 43°1′1″N 95°8′47″O / 43.01694, -95.14639. Según la Oficina del Censo de los Estados Unidos, Greenville tiene una superficie total de 0.46 km², de la cual 0.46 km² corresponden a tierra firme y (0%) 0 km² es agua.

## Demografía
Según el censo de 2010, había 75 personas residiendo en Greenville. La densidad de población era de 163,6 hab./km². De los 75 habitantes, Greenville estaba compuesto por el 96% blancos, el 0% eran afroamericanos, el 4% eran amerindios, el 0% eran asiáticos, el 0% eran isleños del Pacífico, el 0% eran de otras razas y el 0% pertenecían a dos o más razas. Del total de la población el 2.67% eran hispanos o latinos de cualquier raza.